# بيل بورنس (لاعب كرة قاعدة)
بيل بورنس (بالإنجليزية: Bill Burns)‏ هو لاعب كرة قاعدة أمريكي، ولد في 27 يناير 1880 في سان سابا في الولايات المتحدة، وتوفي في 6 يونيو 1953 في رامونا في الولايات المتحدة.

## وصلات خارجية
- بيل بورنس على موقعبيزبول رفرنس.كوم (الدوري الرئيسي) (الإنجليزية)
- بيل بورنس على موقعبيزبول رفرنس.كوم (الدوري الثانوي) (الإنجليزية)
- بيل بورنس على موقع مشجعي الرسوم البيانية (الإنجليزية)